# Lahti L-39
Lahti L-39 — финское противотанковое ружьё, использовавшееся финской армией в ходе Советско-финской войны и позже в ходе Второй мировой войны. Принято на вооружение в 1939 году. Имело отличные показатели точности и бронебойности для своего времени, однако было слишком тяжёлым, а из-за большой отдачи травмировало плечо стрелка.

## История создания

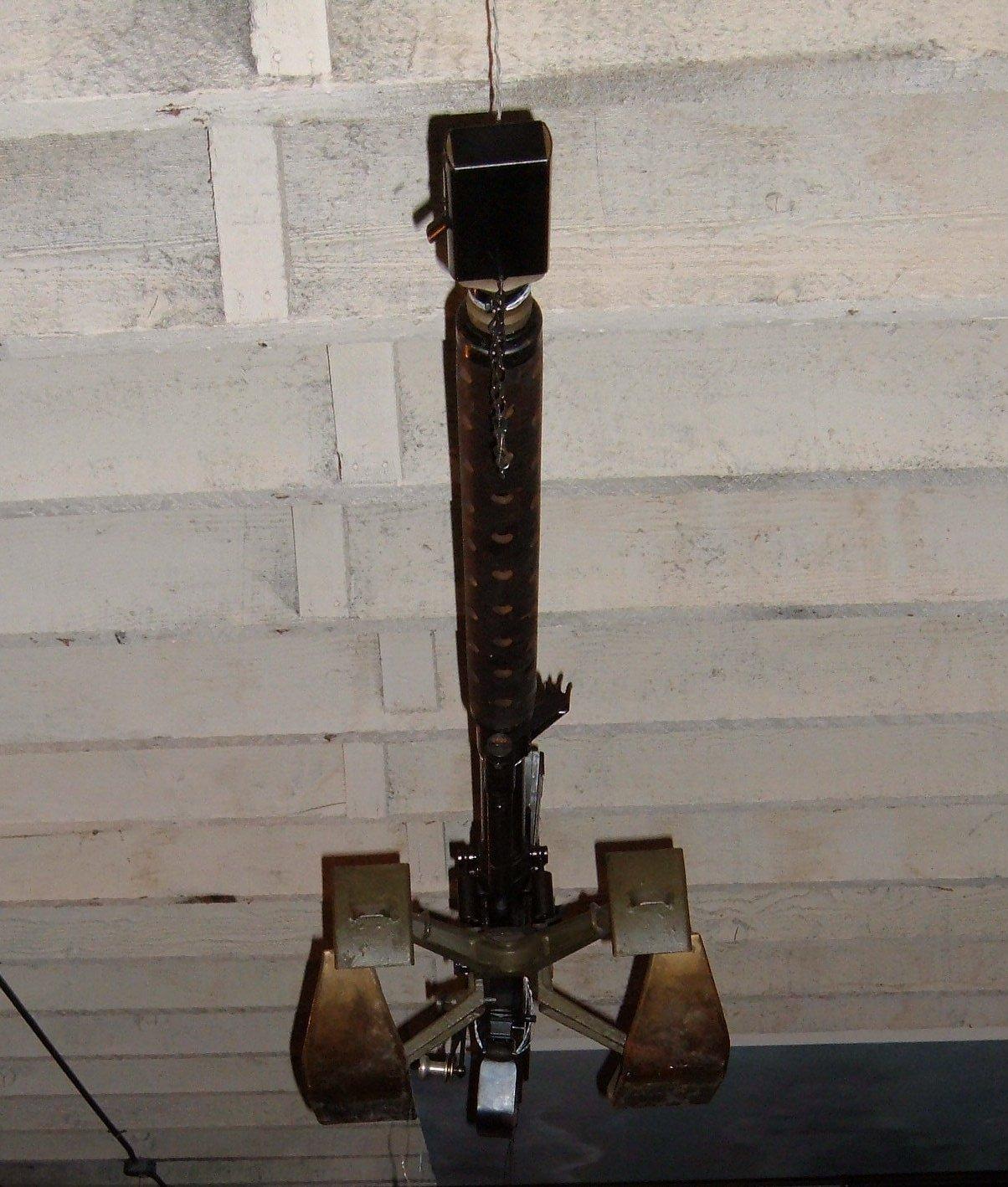

Аймо Лахти уже имел опыт создания противотанковых средств пехоты. До этого он разрабатывал 13-мм противотанковый пулемёт. Было решено, что пуля 20-мм патрона фирмы Solothurn будет более эффективной против брони танков. Было разработано мощное противотанковое ружьё, которое пришлось очень кстати — вскоре началась Советско-финская война, а СССР имел значительное превосходство в бронетехнике над Финляндией.
Первые прототипы создавались под оригинальный 20-миллиметровый патрон разработки самого Лахти, однако в серии противотанковое ружьё Lahti L-39 выпускалось под немецкий 20-мм патрон от зенитных пушек, закупленных Финляндией в Германии. Кроме того, немецкие боеприпасы обеспечивали более широкие типы выстрелов — бронебойные, зажигательные, осколочно-фугасные и т. п. В годы Второй мировой войны финский оружейный завод VKT выпустил порядка 1800 противотанковых ружей Lahti L-39, состоявших на вооружении Финской армии до начала 1960-х годов. В 1944 году на базе противотанкового ружья Лахти разработал легкую зенитную пушку kiv/39-44, имевшую автоматический режим огня.

## Характеристики бронебойности
Несмотря на относительно небольшую начальную скорость бронебойной пули (900 м/с), она на расстоянии 100 м пробивала броню толщиной 30 мм, то есть броню любого советского лёгкого танка того времени (Т-26, БТ-2, БТ-5).

## Конструкция
Lahti L-39 сконструировано на базе автоматической авиационной пушки. Автоматика ружья работает на принципе отвода пороховых газов через боковое отверстие в стенке ствола. Соответствующая газовая камора закрытого типа установлена под стволом на расстоянии примерно половины длины ствола от его дульного среза. К каморе присоединена направляющая трубка, в которой расположены шток с поршнем и пружиной. Спереди в камору ввинчен газовый регулятор, имеющий четыре фиксированных положения. Запирание канала ствола (сцепление затвора её ствольной коробкой) производится запирающим клином, который перемещается вертикально в результате взаимодействия с наклонной плоскостью рамы. В связи с весьма высокой скорострельностью авиационной пушки, на базе которой было разработано ружьё, в его конструкции имеется оригинальная система снижения скорострельности, состоящая из двух спусковых механизмов — заднего и переднего. Задний спусковой механизм служит для удерживания на боевом взводе подвижной системы, а передний — ударника. Соответственно этому перед пистолетной рукояткой, установленной под ствольной коробкой, имеются два спусковых крючка: нижний — для заднего спускового механизма, а верхний — для переднего. Для производства выстрела нужно сначала нажать на нижний спусковой крючок, а затем — на верхний, что не только резко снижает скорострельность, но и надежно предохраняет от случайных выстрелов. Впрочем, ружьё имеет и отдельный предохранитель, расположенный с правой стороны спусковой коробки. Во включённом положении он запирает спусковой рычаг переднего спускового механизма. Питание патронами при стрельбе производится из сменного коробчатого магазина, устанавливаемого на ствольную коробку сверху и удерживаемого защёлкой. Ёмкость магазина — 10 патронов.

## Боевое применение
Lahti L-39 показало себя надёжным оружием, способным работать в самых неблагоприятных климатических условиях. В отличие от многих образцов оружия того же класса, Lahti L-39 было более удобно в использовании. Вес ружья сказывался на маневренности и усложнял транспортировку, но, в некоторой степени, компенсировал основной недостаток оружия - сильную отдачу..
Lahti L-39 оказалось эффективным при ведении боевых действий на советско-финском фронте. Используя сложные условия рельефа, финны устраивали успешные засады на советские войска. Оно позволяло таким манёвренным группам бороться с лёгкобронированной советской бронетехникой. L-39 был сравнительно портативным оружием, которому финны нашли хорошее применение помимо стрельбы по бронированным машинам. Фугасный снаряд калибра 20 мм хорошо справлялся с бункерами и грузовиками. Однако существенного влияния на ход боевых действий данное ПТР не оказало: к началу Зимней войны в финской армии было лишь два ружья Lahti L-39 (серийное производство было развернуто в 1940 именно по итогам успешного применения опытных образцов в ходе войны).
Помимо того, это противотанковое ружьё использовали и как антиснайперское средство. Манекен офицера финской армии располагали так, чтобы советский снайпер его видел. Снайпер производил выстрел, демаскируя свою позицию, по которой и производился выстрел из Lahti L-39.
Во время второй Советско-финской войны Lahti L-39 уже не был эффективен против советских средних танков Т-34 и тяжёлых КВ-1, однако противотанковое ружьё удачно использовали против различных полевых укреплений и амбразур. Позже, некоторое количество ружей приспособили в качестве лёгкого зенитного орудия. По воспоминаниям солдат, участвовавших в Зимней и Второй мировой войнах, противотанковое ружьё достаточно успешно справлялось с уничтожением авиации.

## Послевоенное время
Довольно большое количество Lahti L-39 попало после войны в Соединённые Штаты Америки. Во многих регионах этой страны, где продажа стрелкового вооружения не противоречит местным законам, действует только ограничение по вместимости магазина и длине ствола. Причём ограничения по длине ствола относятся только к компактному оружию, а не к винтовке с длиной ствола 1,3 метра, потому как в целом подобное законодательство направленно на ограничение скрытого ношения мощного оружия. Исключением являются пистолеты и револьверы, на которые не распространяются ограничения по длине ствола.
Вместимость магазина гражданского оружия ограничивается 10 патронами, что вполне соответствует характеристикам Lahti L-39. Единственное ограничение, под которое попадало ружьё, — это ограничение калибра. Поэтому Lahti L-39 были переделаны для использования патронов .50 BMG. Оригинальная версия под патрон 20×138 мм во многих штатах незаконна. Другими словами в США невозможно быть законным владельцем полноценной штурмовой винтовки, зато вполне возможно стать владельцем противотанкового ружья Lahti L-39, с полным правом применить его при защите своей жизни, здоровья и собственности.